# ريندوما فيريرا دي أوليفيرا
ريندوما فيريرا دي أوليفيرا (20 نوفمبر 1977 في البرازيل – )؛ هو لاعب كرة قدم سابق كان يلعب كمهاجم.

## وصلات خارجية
- ريندوما فيريرا دي أوليفيرا على موقع رابطة كرة القدم اليابانية للمحترفين (اليابانية)